# Tapinolachnus laosensis
Tapinolachnus laosensis är en skalbaggsart som beskrevs av Maurice Pic 1923. Tapinolachnus laosensis ingår i släktet Tapinolachnus och familjen långhorningar.
Artens utbredningsområde är Laos. Inga underarter finns listade i Catalogue of Life.